# Saint-Aubin-d'Arquenay
Saint-Aubin-d'Arquenay és un municipi francès situat al departament de Calvados i a la regió de Normandia. L'any 2019 tenia 1.093 habitants.

## Demografia

### Població
El 2007 la població de fet de Saint-Aubin-d'Arquenay era de 798 persones. Hi havia 272 famílies de les quals 40 eren unipersonals (12 homes vivint sols i 28 dones vivint soles), 76 parelles sense fills, 140 parelles amb fills i 16 famílies monoparentals amb fills.
La població ha evolucionat segons el següent gràfic:
Habitants censats

### Habitatges
El 2007 hi havia 296 habitatges, 283 eren l'habitatge principal de la família, 7 eren segones residències i 6 estaven desocupats. 294 eren cases i 2 eren apartaments. Dels 283 habitatges principals, 260 estaven ocupats pels seus propietaris, 17 estaven llogats i ocupats pels llogaters i 6 estaven cedits a títol gratuït; 4 tenien dues cambres, 27 en tenien tres, 56 en tenien quatre i 196 en tenien cinc o més. 235 habitatges disposaven pel capbaix d'una plaça de pàrquing. A 83 habitatges hi havia un automòbil i a 188 n'hi havia dos o més.

### Piràmide de població
La piràmide de població per edats i sexe el 2009 era:
| Homes | Edats   | Dones |
| ----- | ------- | ----- |
| 0     | 95 o +  | 0     |
| 0     | 90 a 94 | 0     |
| 0     | 85 a 89 | 8     |
| 0     | 80 a 84 | 4     |
| 4     | 75 a 79 | 0     |
| 0     | 70 a 74 | 8     |
| 0     | 65 a 69 | 12    |
| 36    | 60 a 64 | 16    |
| 4     | 55 a 59 | 8     |
| 24    | 50 a 54 | 16    |
| 44    | 45 a 49 | 44    |
| 28    | 40 a 44 | 32    |
| 32    | 35 a 39 | 36    |
| 12    | 30 a 34 | 16    |
| 20    | 25 a 29 | 8     |
| 16    | 20 a 24 | 16    |
| 32    | 15 a 19 | 32    |
| 44    | 10 a 14 | 24    |
| 20    | 5 a 9   | 16    |
| 0     | 0 a 4   | 16    |

## Economia
El 2007 la població en edat de treballar era de 551 persones, 409 eren actives i 142 eren inactives. De les 409 persones actives 386 estaven ocupades (205 homes i 181 dones) i 23 estaven aturades (11 homes i 12 dones). De les 142 persones inactives 54 estaven jubilades, 57 estaven estudiant i 31 estaven classificades com a «altres inactius».

### Ingressos
El 2009 a Saint-Aubin-d'Arquenay hi havia 285 unitats fiscals que integraven 800,5 persones, la mediana anual d'ingressos fiscals per persona era de 21.388 €.

### Activitats econòmiques
Dels 22 establiments que hi havia el 2007, 1 era d'una empresa de fabricació d'altres productes industrials, 9 d'empreses de construcció, 3 d'empreses de comerç i reparació d'automòbils, 2 d'empreses de transport, 1 d'una empresa d'hostatgeria i restauració, 3 d'empreses immobiliàries, 1 d'una empresa de serveis i 2 d'empreses classificades com a «altres activitats de serveis».
Dels 12 establiments de servei als particulars que hi havia el 2009, 4 eren paletes, 2 guixaires pintors, 2 lampisteries, 1 electricista, 2 perruqueries i 1 agència immobiliària.
L'any 2000 a Saint-Aubin-d'Arquenay hi havia 7 explotacions agrícoles.

## Equipaments sanitaris i escolars
El 2009 hi havia una escola elemental.

## Poblacions més properes
El següent diagrama mostra les poblacions més properes.